# Julius Lippelt
Julius Lippelt (* 5. Dezember 1829 in Hamburg; † 17. August 1864 in Hamburg) war ein deutscher Plastiker.

## Leben

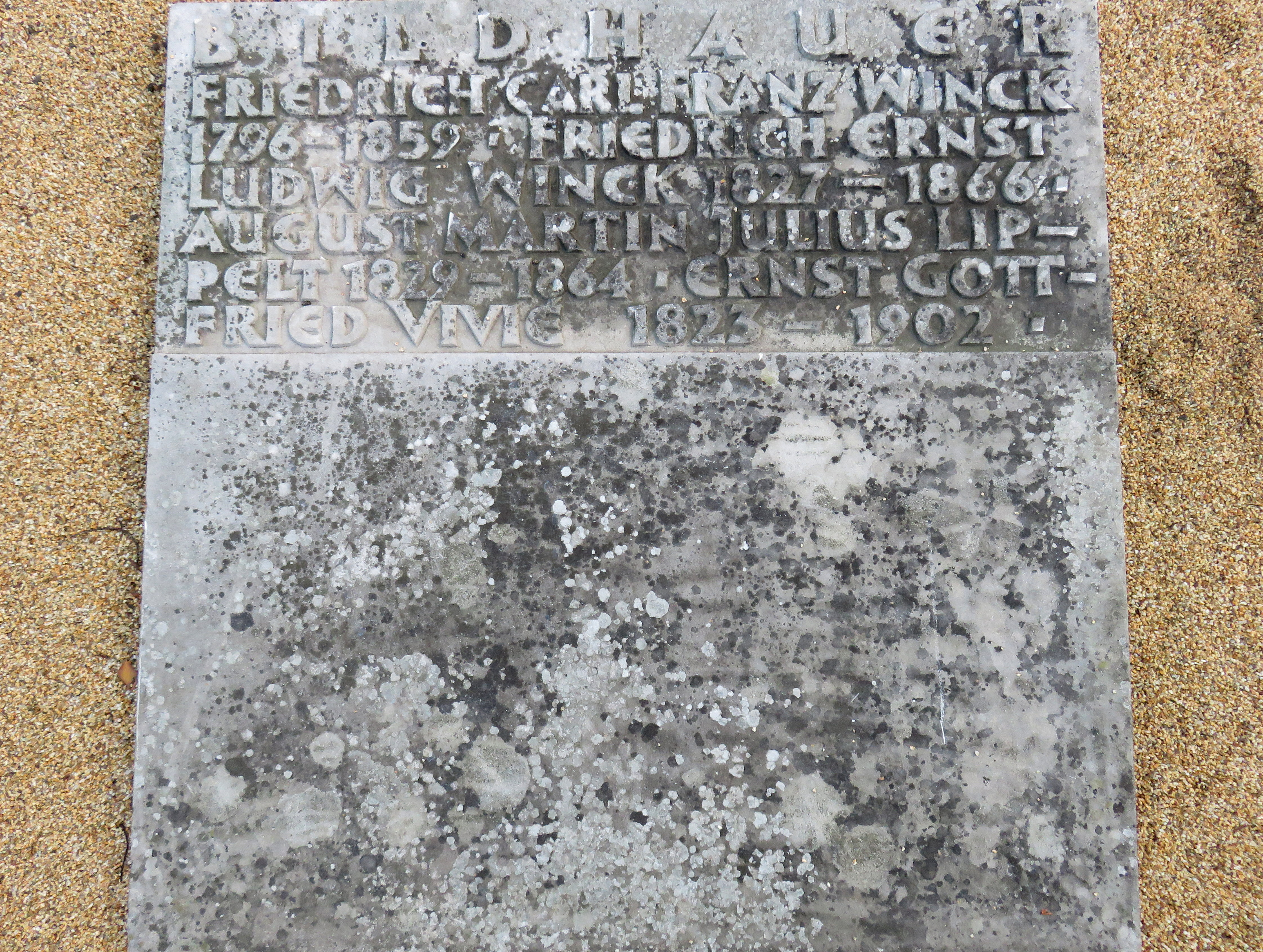
„August Martin Julius Lippelt“, Sammelgrabmal Bildhauer, Friedhof Ohlsdorf

Julius Lippelt trat am 11. Oktober 1843 der Hamburger Turnerschaft von 1816 bei.
Seine künstlerische Grundausbildung erhielt er von dem Bildhauer Ernst Gottfried Vivié, sodass er 1847 die Berliner Akademie der Künste besuchen und in das Atelier von Ludwig Wichmann eintreten konnte. 1859 war er in Italien. 1860 nahm er in Hamburg am Wettbewerb für das Schiller-Denkmal teil. Sein Entwurf wurde angenommen. Doch konnte er von den vier Sockelfiguren nur Das Drama und Die Geschichte realisieren. Er starb 34-jährig an Schwindsucht. Das Schillerdenkmal vollendete sein Bildhauerkollege Carl Börner. Julius Lippelt war Mitglied im Hamburger Künstlerverein von 1832.
Er wurde am 21. August 1864 auf dem St. Katharinen-Friedhof beerdigt. Auf dem Ohlsdorfer Friedhof, im Bereich des Althamburgischen Gedächtnisfriedhofs nahe dem Haupteingang des Friedhofs, wird auf dem Sammelgrabmal Bildhauer unter anderen an Julius Lippelt erinnert. 